# Semiothisa perpendiculata
Semiothisa perpendiculata är en fjärilsart som beskrevs av Achille Guenée 1858. Semiothisa perpendiculata ingår i släktet Semiothisa och familjen mätare. Inga underarter finns listade i Catalogue of Life.